# Benoit-François Boulard
Pour les articles homonymes, voir Boulard.
 (mars 2015).
Si vous disposez d'ouvrages ou d'articles de référence ou si vous connaissez des sites web de qualité traitant du thème abordé ici, merci de compléter l'article en donnant les références utiles à sa vérifiabilité et en les liant à la section « Notes et références ».
Benoit-François Boulard (1766-1846) est un maître menuisier qui réalisa d'élégants fauteuils, chaises et bureaux pour le prince Borghèse au Petit Trianon ou pour Napoléon Ier au palais des Tuileries.